# Гіпералмаз

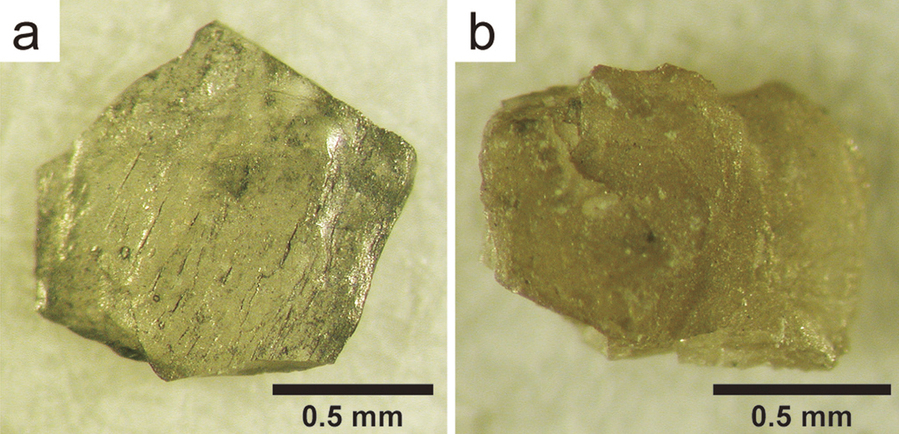
Природні нанодіамантові агрегати кратера Попігай, Сибір, Росія.

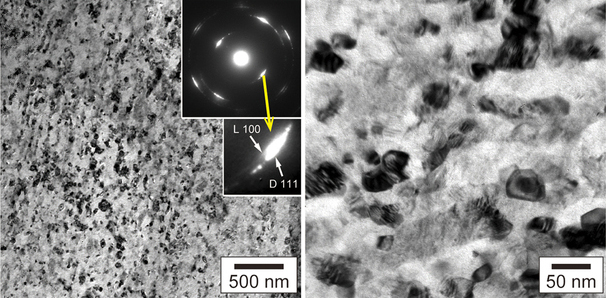
Внутрішня структура наноалмазу

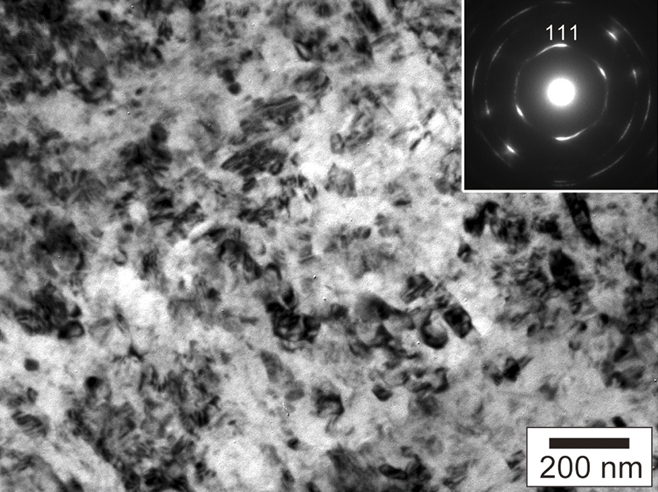
Внутрішня структура синтетичного наноалмазу.

Гіпералмаз — агреговані алмазні нанороди або ADNR — це нанокристалічна форма алмазу, також відома як наноалмаз.
Наноалмаз або гіпреалмаз було отримано компресією графіту у 2003 році. Пізніше він також був отриманий компресією фулерену і підтверджено, що це найтвердіший відомий матеріал.

## Інтернет-ресурси
- The invention of aggregated diamond nanorods [Архівовано 17 січня 2012 у Wayback Machine.] at Physorg.com [Архівовано 4 квітня 2012 у Wayback Machine.]
- Michelle Jeandron (26 серпня 2005). Diamonds are not forever. Physics World. Архів оригіналу за 15 лютого 2009. Процитовано 2 квітня 2020.